# Григорьевский десант
Григорьевский десант — тактический морской десант, высаженный Черноморским флотом в ночь на 22 сентября 1941 года на побережье Чёрного моря в районе деревни Григорьевка Коминтерновского района Одесской области для содействия контрудару оборонявшихся под Одессой советских войск.
Григорьевский десант являлся первым морским десантом ВМФ СССР на Чёрном море.

## Подготовка к десантной операции
Общее руководство операцией было возложено на контр-адмирала Л. А. Владимирского, в разработке и планировании операции участвовали заместитель начальника штаба Одесского оборонительного района капитан I ранга С. Н. Иванов с группой штабных работников штаба ООР. Командиром высадки был назначен командир бригады крейсеров, капитан I ранга С. Г. Горшков.
Для осуществления морского десанта был выделен 3-й Черноморский полк морской пехоты (1929 человек под командованием капитана К. М. Кореня, военком — батальонный комиссар И. А. Слесарев), довооружённый трофейными немецкими пулемётами. Перед началом десантной операции полк провёл тренировки по десантированию с кораблей в районе Казачьей бухты.
Десант был доставлен к месту высадки отрядом кораблей Черноморского флота (крейсеры «Красный Кавказ» и «Красный Крым», эсминцы «Безупречный», «Беспощадный» и «Бойкий», канонерская лодка «Красная Грузия») под командованием контр-адмирала С. Г. Горшкова, прибывшим из Севастополя.
Одновременно с морским десантом между Аджалыкским лиманом и селом Свердлово с самолёта ТБ-3 был выброшен воздушный десант под командованием старшины Кузнецова (23 человека), имевший задачу нарушить коммуникации подразделений противника.
Целью морского и воздушного десанта было содействие контрудару Отдельной Приморской армии для разгрома группировки румынских войск, наступавшей на Одессу из района Гильдендорф, Фонтанка.
Непосредственно перед началом операции 20 истребителей 69-го истребительного авиаполка и 2 штурмовика Ил-2, разделившись на две группы, нанесли штурмовой удар по двум немецким аэродромам: у селения Баден (куда были недавно переброшены до 30 истребителей) и у селения Зельцы (где были сосредоточены около 20 бомбардировщиков), обстреляв из пушек и пулемётов палатки с летно-техническим персоналом и находившиеся на взлётных полосах самолёты.

## Ход операции
В сентябре 1941 г. 11 -ая немецкая армия Э.Манштейна прорвала оборону войск СОР РККА и подошла вплотную к Перекопу. Высадку десанта на побережье поддерживали огнём артиллерии крейсеры «Красный Кавказ» и «Красный Крым», эсминцы «Безупречный», «Беспощадный» и «Бойкий», а также бронепоезда и артиллерийские батареи Одесского оборонительного района.
После десантирования на побережье, морские пехотинцы атаковали противника в населённых пунктах Чабанка, Старая Дофиновка и Новая Дофиновка и сумели продвинуться с боями на двадцать километров на запад и юго-запад от Григорьевки, прежде чем были остановлены шестью танками противника, выдвинувшимися к переднему краю и открывшими огонь по десантникам. Прибывшие на помощь десантникам шесть самолётов 4-й авиаэскадрильи 69-го истребительного авиаполка сбросили на танки бомбы, уничтожив два из шести танков, после чего остальные танки отступили.
Другие истребители 69-го истребительного авиаполка в это время навязали воздушный бой немецким штурмовикам «юнкерс-87», начавших атаку на эсминцы «Беспощадный» и «Безупречный». В результате, атака на эсминцы была сорвана, два Ju-87 были сбиты.
Используя успех, достигнутый морским десантом, 157-я и 421-я стрелковые дивизии Приморской армии из района Крыжановка, Куяльницкий лиман нанесли внезапный контрудар по румынским войскам в направлении Свердлово.
Первыми в бой вступили два отделения разведчиков, вооружённые холодным оружием и ручными гранатами (ещё до начала атаки они скрытно подобрались к позициям противника, захватили двух пленных и непосредственно перед началом наступления основных сил забросали гранатами прислугу артиллерийской батареи).
С северо-восточной окраины села Корсунцы начал наступление усиленный пехотой советский бронетанковый батальон (танки шли парами, прикрывая друг друга, каждый пушечный танк прикрывал взвод пехоты, с каждым пулемётным танком или бронетрактором НИ-1 было отделение пехоты — в результате, за всё время операции был подбит только один танк БТ, экипаж которого сумел довести повреждённую машину до советских позиций).
К 11 часам утра был занят Гильдендорф, к 13:30 — Фонтанка.
После того, как десантники соединились с основными силами Приморской армии, операция по разгрому румынской группировки продолжалась.
Два танка БТ прорвались через румынские позиции и дошли до железнодорожной станции Кремидовка, полностью израсходовали боекомплект, но не дождались пехоты и вернулись обратно.
В результате авианалёта немецких штурмовиков «юнкерс-87» были разбиты контрольная площадка и паровоз бронепоезда «За Родину», выдвинувшегося по железной дороге для поддержки наступления.
К исходу дня 22 сентября десантники и силы Приморской армии разгромили две румынские пехотные дивизии.

## Результаты операции
Действия десанта способствовали разгрому двух румынских пехотных дивизий.
К исходу дня 22 сентября линия фронта была отодвинута на 5-8 километров от города, 15-я румынская пехотная дивизия была разгромлена, а 13-я румынская пехотная дивизия понесла тяжёлые потери и до конца обороны Одессы не принимала участия в боевых действиях. Только на занятых советскими войсками в результате контрнаступления территориях были собраны и захоронены около 2 тысяч убитых солдат и офицеров противника, и это были не все потери румынских войск.
В результате операции трофеями советских войск стали 39 артиллерийских орудий и миномёты (всего 50 орудий и миномётов), 127 пулемётов, 1100 винтовок и автоматов, 13 500 мин и ручных гранат (наступление было настолько неожиданным, что румынские солдаты не успели снять вешки с обозначением границ минных полей — в результате, минные поля оказались в распоряжении советских саперов), 3000 артиллерийских снарядов, а также патроны, более 100 метров телефонного кабеля и иное военное имущество. Среди трофеев морских пехотинцев была батарея дальнобойной артиллерии (четыре 150-мм орудия), ранее обстреливавшая Одессу.

## Монумент
- Могила с новым захоронением 2009 г.